# Batasio macronotus
Batasio macronotus е вид лъчеперка от семейство Bagridae.

## Разпространение
Видът е разпространен в Непал.

## Описание
На дължина достигат до 8,9 cm.